# Державний секретар у справах Індії

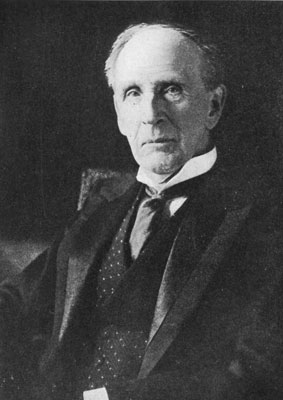
Джон Морлі, державний секретар у справах Індії з 1905 до 1910 та з 1911 до 1915 року

Державний секретар у справах Індії (англ. Secretary of State for India або англ. India Secretary), був міністром британського кабінету міністрів, відповідальним за управління Індією та політичним головою міністерства у справах Індії. Цей пост було створено 1858 року після того, як було припинено управління індійськими володіннями Ост-Індською компанією і ця територія перейшла під пряме управління уряду в Лондоні (після цього вона почала називатись Британською Індією).
У 1935 році, слідом за новим Актом про управління Індією, під час підготовки до відокремлення Бірми в окрему колонію, було створено Міністерство у справах Бірми. Очолював обидва заклади один Секретар, який отримав титул Державного секретаря у справах Індії та Бірми. Міністерство у справах Індії та його державний секретар були ліквідовані 1947 року, коли було здійснено розподіл Британської Індії, в результаті якого з'явились два незалежних домініони: Індійський Союз і Домініон Пакистан. Бірма здобула незалежність окремо, у 1948 році.

## Державні секретарі у справах Індії, 1858—1937
| Ім'я                      | Фото | Початок          | Завершення       | Політична партія |
| ------------------------- | ---- | ---------------- | ---------------- | ---------------- |
| Лорд Дербі                |      | 2 серпня 1858    | 11 червня 1859   | Консервативна    |
| Чарльз Вуд                |      | 18 червня 1859   | 16 лютого 1866   | Ліберальна       |
| Джордж Фредерік Робінсон  |      | 16 лютого 1866   | 26 червня 1866   | Ліберальна       |
| Роберт Солсбері           |      | 6 липня 1866     | 8 березня 1867   | Консервативна    |
| Генрі Стаффорд Норткот    |      | 8 березня 1867   | 1 грудня 1868    | Консервативна    |
| Джордж Дуглас Кемпбелл    |      | 9 грудня 1868    | 17 лютого 1874   | Ліберальна       |
| Роберт Солсбері           |      | 21 лютого 1874   | 2 квітня 1878    | Консервативна    |
| Гетхорн Гетхорн-Гарді     |      | 2 квітня 1878    | 21 квітня 1880   | Консервативна    |
| Спенсер Кавендіш          |      | 28 квітня 1880   | 16 грудня 1882   | Ліберальна       |
| Джон Кімберлі             |      | 16 грудня 1882   | 9 червня 1885    | Ліберальна       |
| Рендольф Спенсер-Черчилль |      | 24 червня 1885   | 28 січня 1886    | Консервативна    |
| Джон Кімберлі             |      | 6 лютого 1886    | 20 липня 1886    | Ліберальна       |
| Річард Кросс              |      | 3 серпня 1886    | 11 серпня 1892   | Консервативна    |
| Джон Кімберлі             |      | 18 серпня 1892   | 10 березня 1894  | Ліберальна       |
| Генрі Фаулер              |      | 10 березня 1894  | 21 червня 1895   | Ліберальна       |
| Джордж Френсіс Гамільтон  |      | 4 липня 1895     | 9 жовтня 1903    | Консервативна    |
| Сент-Джон Бродрік         |      | 9 жовтня 1903    | 4 грудня 1905    | Консервативна    |
| Джон Морлі                |      | 10 грудня 1905   | 3 листопада 1910 | Ліберальна       |
| Роберт Крю-Мілнс          |      | 3 листопада 1910 | 7 березня 1911   | Ліберальна       |
| Джон Морлі                |      | 7 березня 1911   | 25 травня 1911   | Ліберальна       |
| Роберт Крю-Мілнс          |      | 25 травня 1911   | 25 травня 1915   | Ліберальна       |
| Джозеф Чемберлен          |      | 25 травня 1915   | 17 липня 1917    | Консервативна    |
| Едвін Самуель Монтегю     |      | 17 липня 1917    | 19 березня 1922  | Ліберальна       |
| Вільям Піль               |      | 19 березня 1922  | 22 січня 1924    | Консервативна    |
| Сідней Олів'є             |      | 22 січня 1924    | 3 листопада 1924 | Лейбористська    |
| Фредерік Сміт             |      | 6 листопада 1924 | 18 жовтня 1928   | Консервативна    |
| Вільям Піль               |      | 18 жовтня 1928   | 4 червня 1929    | Консервативна    |
| Вільям Бенн               |      | 7 червня 1929    | 24 серпня 1931   | Лейбористська    |
| Семюель Гор               |      | 25 серпня 1931   | 7 червня 1935    | Консервативна    |
| Лоуренс Дандес молодший   |      | 7 червня 1935    | 28 травня 1937   | Консервативна    |

## Державні секретарі у справах Індії та Бірми, 1937—1947
| Ім'я                    | Початок        | Закінчення     | Політична партія |
| ----------------------- | -------------- | -------------- | ---------------- |
| Лоуренс Дандес молодший | 28 травня 1937 | 13 травня 1940 | Консервативна    |
| Лео Емері               | 13 травня 1940 | 26 липня 1945  | Консервативна    |
| Фредерік Петік-Лоуренс  | 3 серпня 1945  | 17 квітня 1947 | Лейбористська    |
| Вільям Гар              | 17 квітня 1947 | 14 серпня 1947 | Лейбористська    |

## Державні секретарі у справах Бірми, 1947—1948
| Ім'я       | Початок        | Закінчення   | Політична партія |
| ---------- | -------------- | ------------ | ---------------- |
| Вільям Гар | 14 серпня 1947 | 4 січня 1948 | Лейбористська    |